# Diaea ambara
Diaea ambara là một loài nhện trong họ Thomisidae.
Loài này thuộc chi Diaea. Diaea ambara được Arthur T. Urquhart. miêu tả năm 1885.